# Anlage 0704
Die Anlage 0704 war eine 1952 errichtete 110-kV-Drehstromleitung mit zwei Stromkreisen südlich von Gomaringen. Die Anlage 0704, welche aus 24 Masten (davon zwei Abspannmasten, ein Endmast, ein Verdrillmast und ein Abzweigmast) bestand, begann bei einem Abzweigmast der 110-kV-Leitung Pfullingen – Reutlingen/West nahe der Gomaringer Schleifenmühle (⊙) und führte über eine Distanz von 5,3 Kilometern südlich an Gomaringen vorbei zu einem Endmast in der Nähe des Umspannwerks Nehren (⊙).
Hierbei verlief sie größtenteils parallel zur 110-kV-Leitung Metzingen-Nehren, welche auf baugleichen Masten verlegt ist. Um im Bedarfsfall eine Verbindung zu dieser Leitung herstellen zu können, wurden südlich von Gomaringen sowohl im Zuge dieser Leitung als auch im Zuge der Leitung 0704 je ein Abzweigmast errichtet, zwischen denen eine einkreisige 110-kV-Verbindung hergestellt werden konnte.
Die Anlage 0704 diente ursprünglich als Reserveaustauschleitung zwischen den damaligen Energieversorgungsunternehmen Energie-Versorgung Schwaben (jetzt EnBW) und den Neckarwerken (jetzt ebenfalls EnBW).
Zu Beginn der 1980er-Jahre wurde die Anlage 0704 stillgelegt und war nur nach Durchführung einiger Umbauten an ihren Endmasten und einem Abspannmast wieder in betriebsfähigen Zustand zu versetzen.
Kurze stillgelegte Freileitungen sind in der Nähe von Umspannwerken durchaus zu finden, um im Störungsfall schnell Ersatzleitungen herstellen zu können, doch dass eine mehrere Kilometer lange 110-kV-Freileitung über Jahrzehnte hinweg in nicht benutzbarem Zustand existierte, ist ungewöhnlich.
Da sich der Zustand der Maste der Anlage 0704 im Laufe der Jahre zunehmend verschlechterte und sich keine zukünftige Verwendungsmöglichkeit für diese Leitung abzeichnete, wurde sie im Jahr 2011 komplett demontiert. Auch die unterste Traverse des Abzweigmastes der Leitung Pfullingen-Reutlingen/West nahe der Gomaringer Schleifenmühle, an dem die Leitung endete, wurde entfernt. Der Abzweigmast der 110-kV-Leitung Metzingen-Nehren über den eine einkreisige Verbindung zur Anlage 0704 hergestellt werden konnte, ist noch als Abzweigmast ausgeführt, an dem keine Leitung mehr abzweigt.

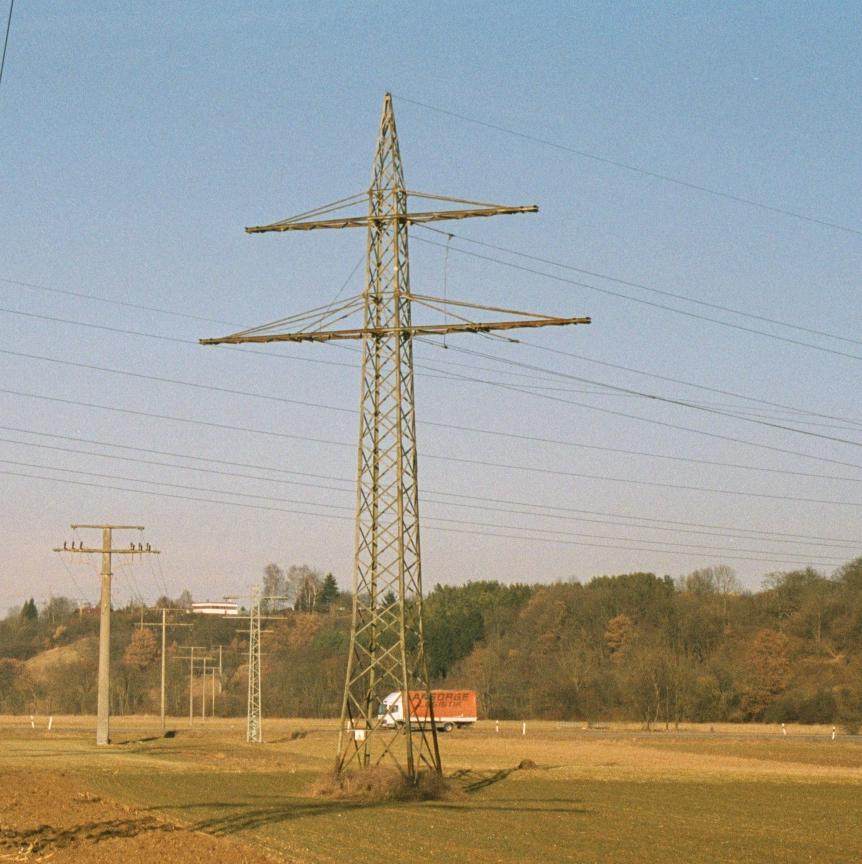
Endmast der Anlage 0704 beim Umspannwerk Nehren. Alle Leiterseile sind über die Mastkonstruktion geerdet.
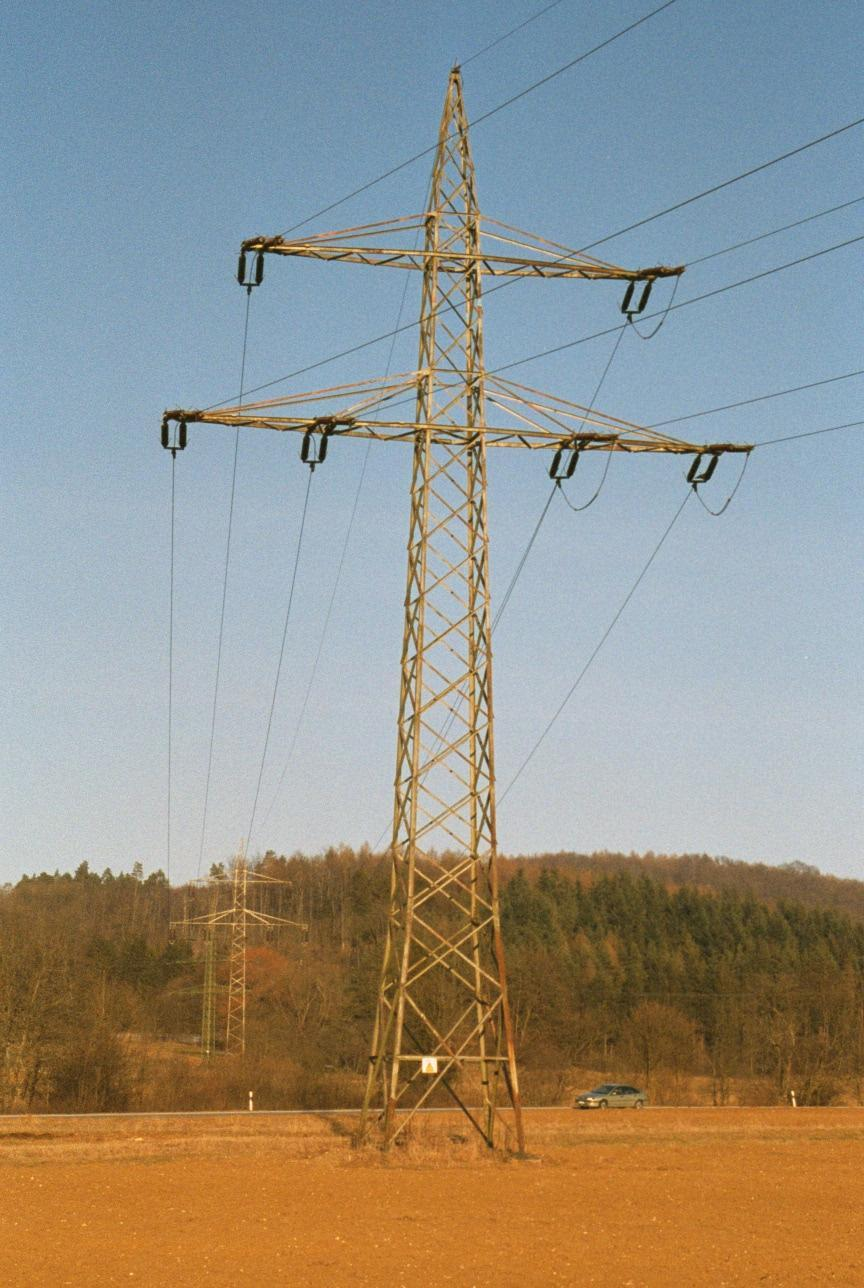
Abspannmast der Anlage 0704 mit fehlender Stromschlaufe
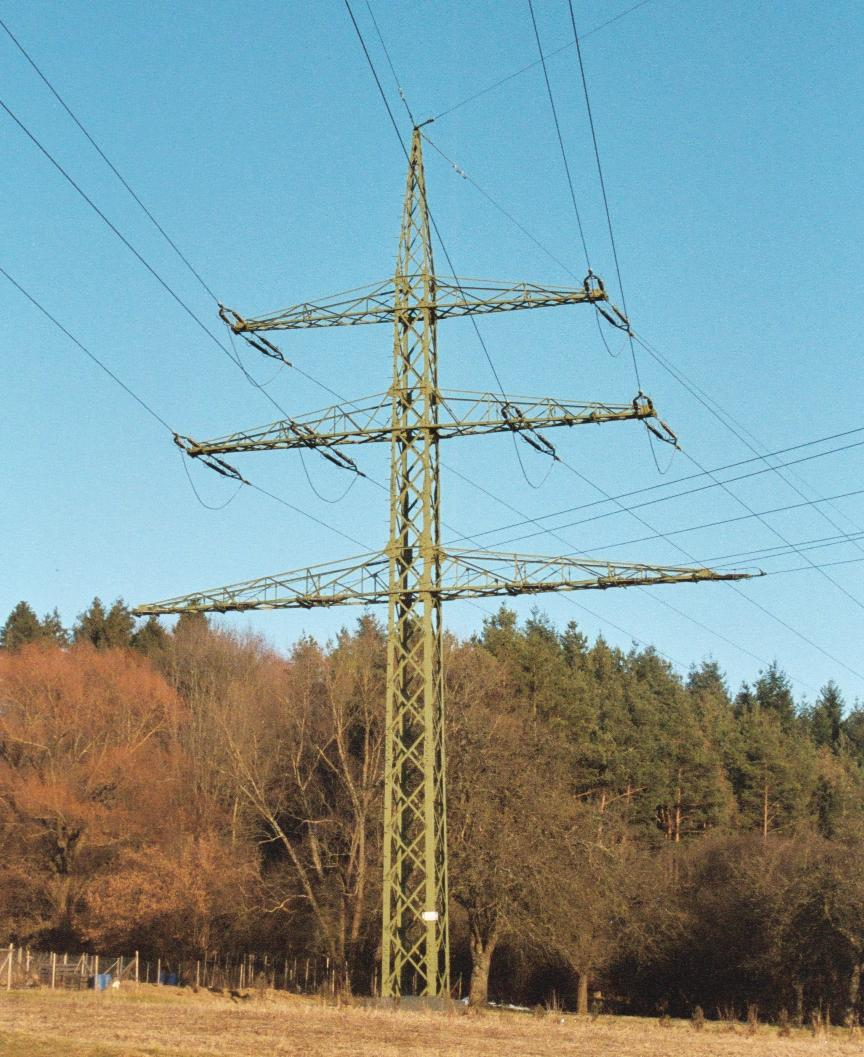
Abzweigmast der Leitung Reutlingen/West-Pfullingen bei der Gomaringer Schleifenmühle, an dem die Anlage 0704 endete, im Jahr 2005
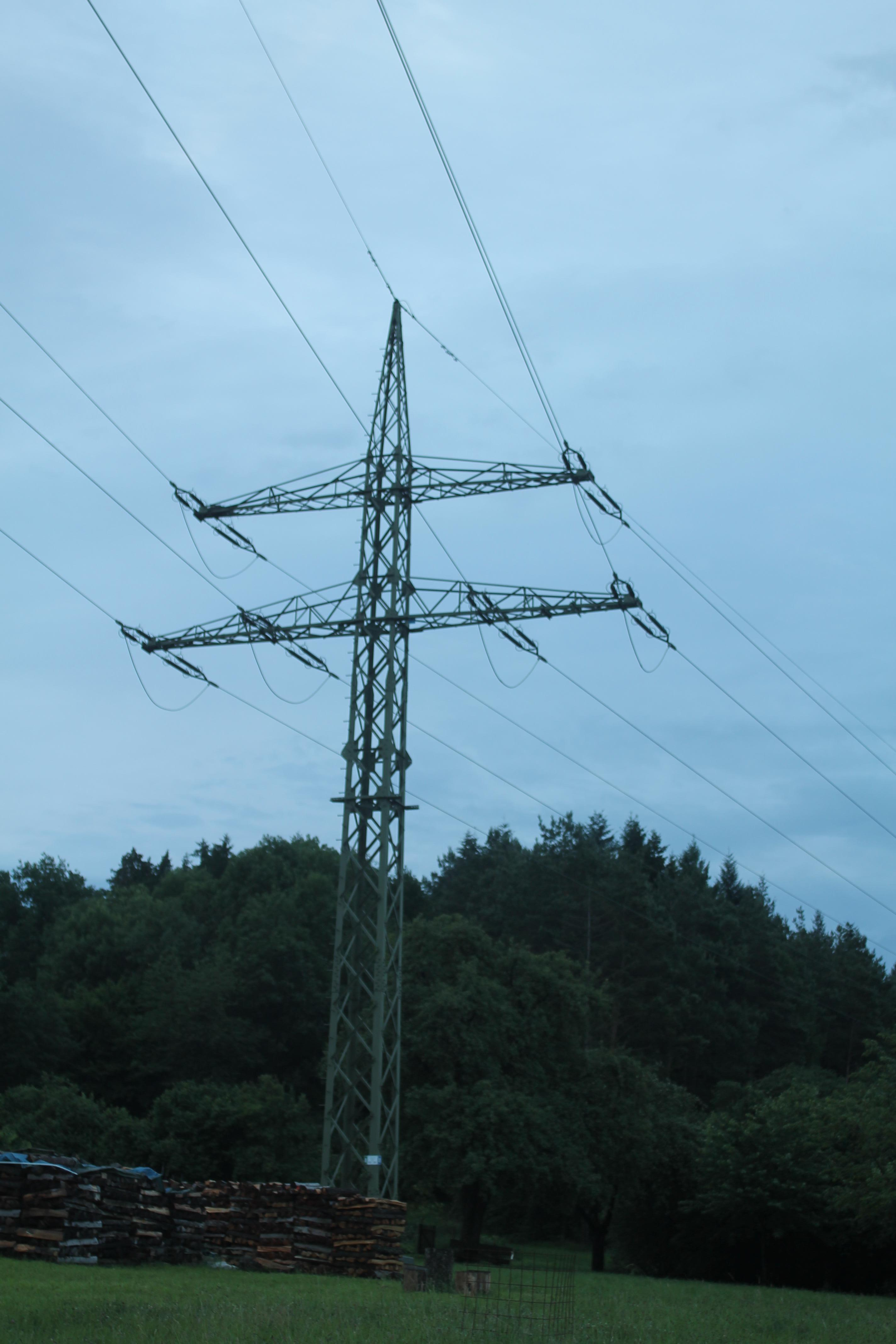
Ehemaliger Abzweigmast an der Gomaringer Schleifenmühle, an dem die Anlage 0704 endete, im Jahr 2011
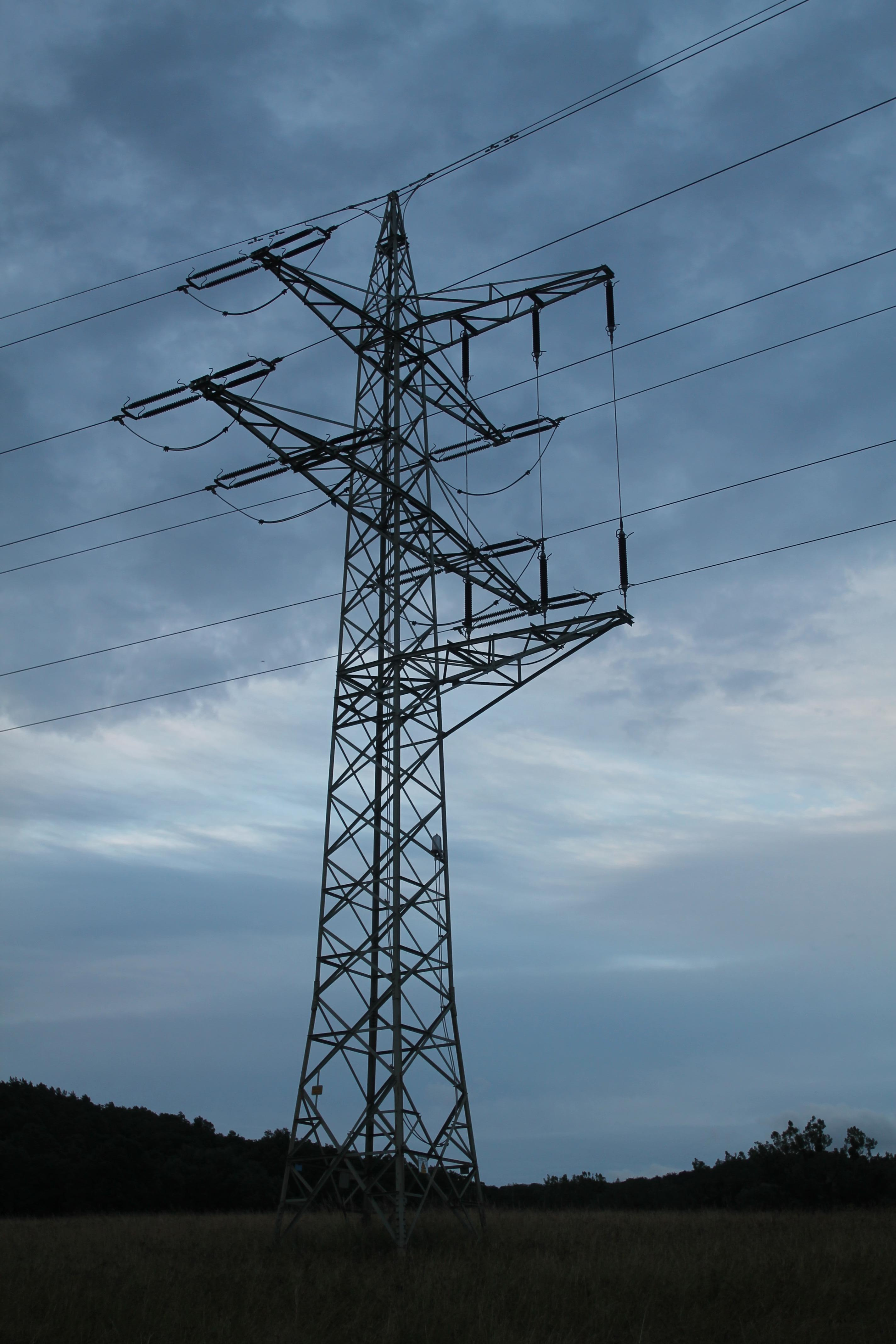
Abzweigmast der 110-kV-Leitung Metzigen-Nehren über den eine Verbindung zur Anlage 0704 möglich war
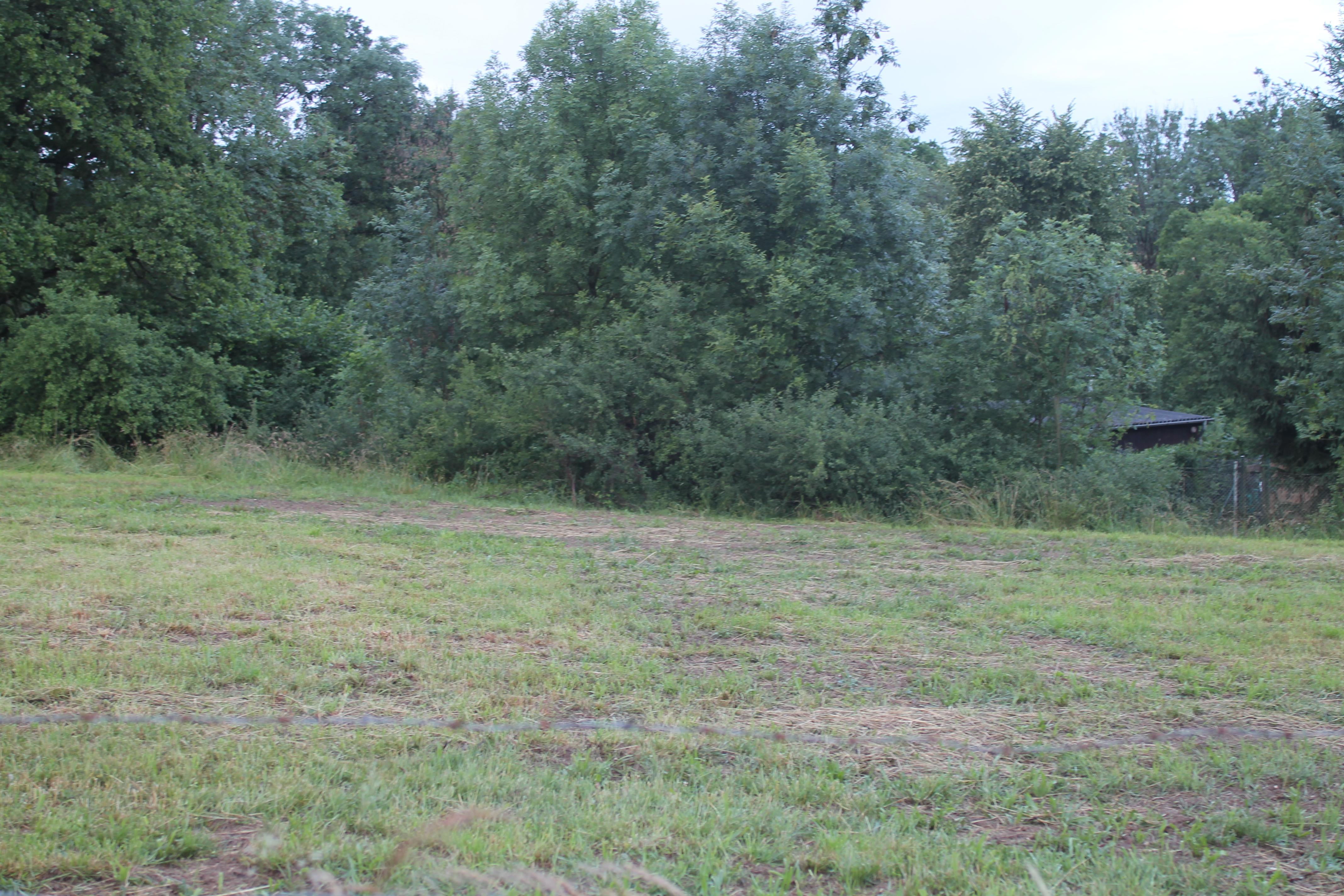
Standort des einstigen Abzweigmastes (braune Fläche vor dem Busch) über den einst eine Leitungsverbindung zur parallel verlaufenden 110-kV-Leitung Metzingen-Reutlingen/West hergestellt werden konnte